# District Chasanski
Het district Chasanski (Russisch: Хасанский район; Chasanski rajon) is een gemeentelijk district in het zuiden van de Russische kraj Primorje. Het bestuurlijk centrum is de nederzetting met stedelijk karakter Slavjanka. Het district heeft een oppervlakte van 4.130 km² (9e van de kraj; 2,54% van het gebied) en een inwonertal van ongeveer 37.500 (2002). Het district omvat ook de gelijknamige plaats Chasan, de zuidelijkste plaats van het Russische Verre Oosten.

## Geografie

### Ligging
Chasanski bevindt zich in het uiterste zuiden van de kraj en strekt zich uit van noord naar zuid over een smalle lange strook land langs de westelijke kust van de Amoerbaai en de Baai van Peter de Grote. Tot het district behoren ruim 20 eilanden en eilandjes aan de kust, waarvan Bolsjoj Pelis, Foeroegelma, Stenina, Antipenko en Sibirjakova de grootste zijn.
De omtrek van het district is ongeveer 872,7 kilometer, waarvan 329,5 km grens met land en 543,2 km met de zee en waarvan 250,9 km grenst aan andere delen van Rusland. In het noorden grenst het aan het stedelijk district van Oessoeriejsk, in het noordoosten aan het gemeentelijk district Nadezjdinski, in het oosten aan het stedelijk district van Vladivostok, in het zuiden en zuidwesten langs de rivier de Tumen aan Noord-Korea en ten westen van het Zwarte Gebergte (Tsjornye Gory) aan de Volksrepubliek China.

### Reliëf
Het gebied kent een gevarieerd reliëf. Langs de westelijke grens strekt zich het Zwarte Gebergte uit, dat in het noorden overgaat in het bergachtige Borisovplateau. In het centrale en zuidelijke deel van het district overheerst heuvelachtig terrein, doorsneden door vele riviervalleien. Het zuiden heeft meer het karakter van een vlakte. De kustlijn varieert ook: In het zuiden bevinden zich vele baaien, bochten en kleine lagunes en in het midden en noorden verloopt de kustlijn geleidelijker met baaien die zich minder ver het land insnijden. Het kustgebied vormt een opeenvolging van vele kilometers kei- en zandstranden, rotsachtige kliffen en steile hellingen. Het reliëf van de eilanden is ook erg heterogeen met steile uit het water opstekende rotsen en vlakke landstreken, die geleidelijk oprijzen uit de zee.

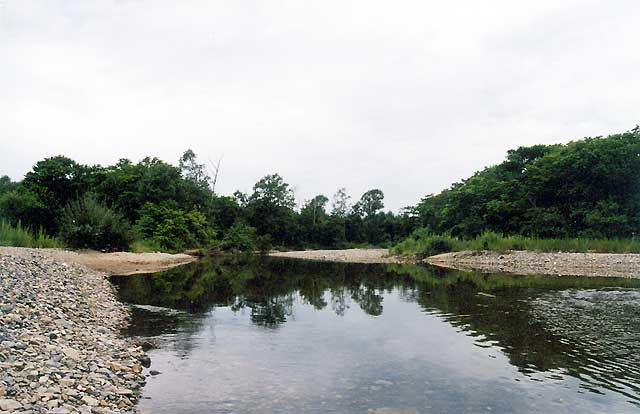
Gezicht op de rivier de Pojma

### Hydrografie
Het gebied heeft een dichtvertakt netwerk van rivieren. De grootste en waterrijkste rivieren zijn de Amba, Barabasjevka, Narva, Pojma, Rjazanovka, Gladkaja en de grensrivier Toemen. De meren in het district zijn klein en zijn veelal geconcentreerd in het zuiden. De grootste zijn het Chasanmeer, Ptitsjemeer, Lotosmeer, Lebedinojemeer en het Zaretsjnojemeer.

### Natuur
De natuur in het gebied wordt gezien als mooi en uniek met vele voorkomens van noordelijke planten, waaronder ook veel inheemse planten uit het Rode Boek. Een groot deel van het district is dan ook aangewezen als beschermd natuurgebied in de vorm van de zapovedniks Kedrovaja Pad ("cedervallei") en Dalnevostotsjny morskoj (DVGMZ; "Zeereservaat van het Verre Oosten"). De laatste is opgezet ter bescherming van de zeefauna van de Baai van Peter de Grote, waaronder ruim 2.000 soorten ongewervelden (zoals zeekomkommers), 300 vissoorten en larghazeehonden.

### Klimaat
Het district bevindt zich in de gematigde klimaatzone van het moessontype. De gemiddelde jaartemperatuur varieert van +4 °C in het noorden tot +6 °C in het zuiden. De winters zijn er behoorlijk streng, koud en kent weinig sneeuw. De gemiddelde januaritemperatuur varieert van −9 °C aan de zuidelijke kust tot −14 °C in het binnenland. Het absolute minimum aan de kust werd in januari 1931 behaald in weerstation Posjet (41 meter boven zeeniveau) en bedroeg −27 °C, maar in het binnenland kan de temperatuur dalen tot −40 °C. De winter wordt gekenmerkt door het frequent optreden van dooi met dagtemperaturen die oplopen tot +5 °C en in sommige jaren ook temperaturen tot +10 °C (januari 1936 in weerstation Posjet). De zomer is warm en lang met als warmste maanden juli en augustus. De gemiddelde luchttemperatuur varieert dan van +18 °C tot +22 °C (+18,7 °C in juli en +21,0 °C in augustus in Posjet). In de zomer valt echter ook 70% van de jaarlijkse neerslag en komen veel tyfoons en cyclonen voor. De herfst is meestal warm met droog en helder weer. De eerste vorst volgt dan meestal eind oktober, begin november, waarbij de temperatuur overdag langzamerhand daalt tot de nul graden tegen eind november.

## Geschiedenis

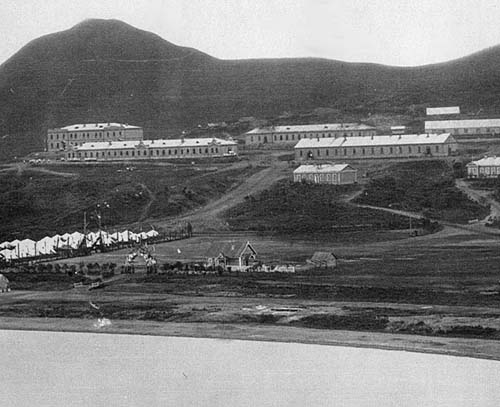
Het dorp Slavjanka in 1900

De Russische geschiedenis van het district startte in het voorjaar van 1860 toen aan de Posjetbaai de militaire post Novgorod werd gevestigd (nu het dorp Posjet). In het voorjaar van 1861 werd Slavjanski Post gesticht (nu het dorp Slavjanka) en in 1869 telde het district 6 militaire posten. In 1870 arriveerden de eerste burgers; oudgelovigen uit de kraj Amoer. In de periode daarna volgden vele anderen. In 1890 telde het district reeds 15.000 inwoners.

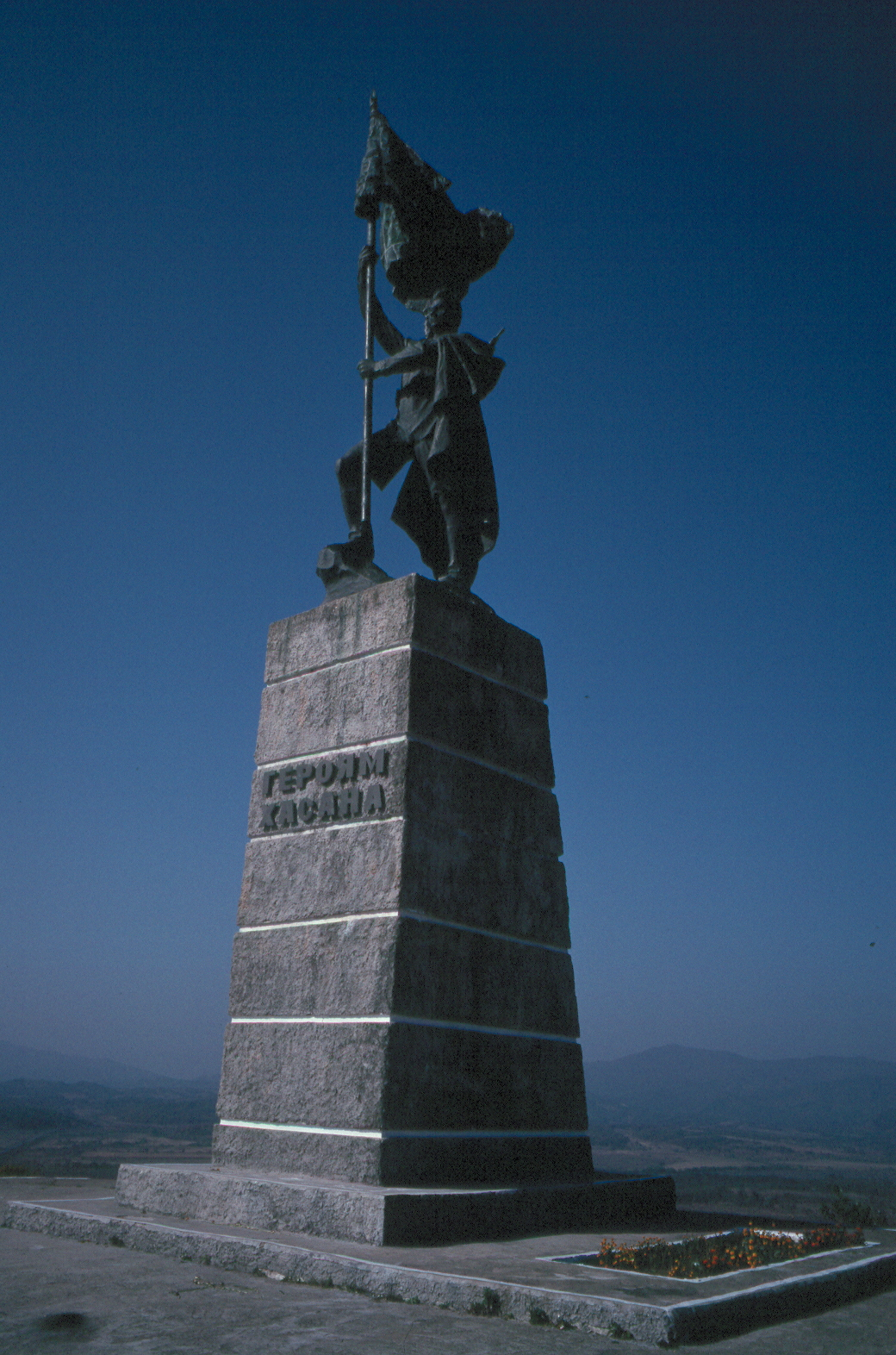
Monument ter nagedachtenis aan de Slag om het Chasanmeer

In 1881 werd een voorloper van het district geformeerd; de oetsjastok Posjetski van de okroeg Joezjno-Oessoeriejski binnen de kraj Oessoeri van de oblast Primorje. Het bestond toen uit 3 volosten: Adiminskaja, Jantsjichinskaja en Razdolninskaja. In 1917, na de Oktoberrevolutie, werd het gebied van het huidige district opgenomen in de oejezd Nikolsk-Oessoeri van de oblast Primorje en onderverdeeld in de volosten Adiminskaja en Jantsjichinskaja. Van 1920 tot 1922 vormde het onderdeel van de Verre-Oostelijke Republiek. Op 6 november 1922 werd het district (rajon) Posetski opgericht en werd Slavjanka tot bestuurlijk centrum aangesteld. In 1928 werd het centrum verplaatst naar het dorp Novokievskoje (vanaf 1936 selo Kraskino). Van 1930 tot 1932 vormde het district onderdeel van de kraj Verre Oosten, vanaf 1932 van de oblast Primorje binnen deze kraj en vanaf 1938 van de oblast Primorje binnen de huidige kraj Primorje. In 1939 werd het district hernoemd tot Chasanski ter nagedachtenis aan de Rode Legersoldaten die bij het Chasanmeer het Japanse leger wisten terug te slaan tijdens de Slag om het Chasanmeer een jaar eerder. In dat jaar werd ook de oblast Primorje opgeheven en viel district Chasanski direct onder jurisdictie van de kraj Primorje. In oktober 1971 werd het centrum weer teruggeplaatst van Kraskino naar Slavjanka. In 2005, tijdens de gemeentelijke hervormingen, kreeg het district de status van gemeentelijk district en werd opgedeeld in 2 selskieje en 6 gorodskieje poselenieje (zie bestuurlijke indeling).

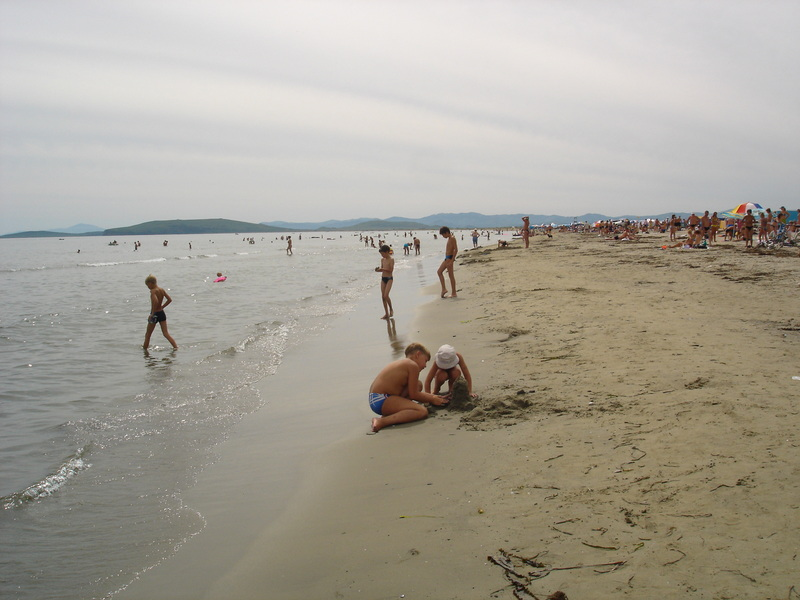
Strand aan de Baklanbocht

## Economie
De economie van het district is gecentreerd rond de visserij en de scheepsbouw. Slavjanka, Posjet en Zaroebino (gelegen aan de Posjetbaai) hebben een zeehaven, vanwaaruit gevaren wordt op China en Noord-Korea. De landbouw is zwak ontwikkeld en richt zich met name toe op pelsdierhouderij en rendierhouderij. Het gebied wordt potentie toegedacht om zich te ontwikkelen op het gebied van maricultuur en toerisme (onder andere kuuroorden). Door het district lopen weg- en spoorverbindingen naar de Volksrepubliek China en Noord-Korea.

## Demografie
Bij de volkstelling van 2002 telde het district 37.459 mensen (4e van de kraj), waaronder 19.930 mannen en 17.529 vrouwen. In 1989 telde het district nog 43.709 inwoners. In 2006 werd de bevolking geschat op 36.171 mensen.

## Bestuurlijke indeling
Het district telt 6 gorodskieje poselenia (Chasanskoje, Kraskinskoje, Posjetskoje, Primorskoje, Slavjanskoje en Zaroebinskoje) en 2 selskieje poselenia (Barabasjskoje en Bezverchovskoje) die samen 36 plaatsen omvatten: 6 nederzettingen met stedelijk karakter (pgt.), 1 posjolok (p.), 20 sela (s.), 5 spoorwegstations (st.), 2 wisselplaatsen (r.) en 2 vuurtorens (m.).
| Type | Naam         | Russisch     | Inwoners (2005) |
| pgt. | Slavjanka    | Славянка     | 14.727          |
| s.   | Barabasj     | Барабаш      | 3.915           |
| pgt. | Kraskino     | Краскино     | 3.454           |
| pgt. | Zaroebino    | Зарубино     | 3.442           |
| pgt. | Posjet       | Посьет       | 3.000           |
| pgt. | Primorski    | Приморский   | 1.517           |
| s.   | Bezverchovo  | Безверхово   | 995             |
| s.   | Zanadvorovka | Занадворовка | 964             |
| pgt. | Chasan       | Хасан        | 753             |
| s.   | Andrejevka   | Андреевка    | 665             |
| s.   | Gvozdevo     | Гвоздево     | 647             |
| s.   | Tsoekanovo   | Цуканово     | 594             |

| Type | Naam           | Russisch     | Inwoners (2005) |
| s.   | Filippovka     | Филипповка   | 490             |
| s.   | Perevoznoje    | Перевозное   | 375             |
| s.   | Vitjaz         | Витязь       | 192             |
| s.   | Kamysjovoje    | Камышовое    | 148             |
| st.  | Soechanovka    | Сухановка    | 109             |
| s.   | Ovtsjinnikovo  | Овчинниково  | 97              |
| st.  | Rjazanovka     | Рязановка    | 73              |
| st.  | Bamboerovo     | Бамбурово    | 47              |
| st.  | Provalovo      | Провалово    | 37              |
| s.   | Risovaja Pad   | Рисовая Падь | 34              |
| s.   | Sjachtjorskoje | Шахтёрское   | 31              |
| s.   | Kravtsovka     | Кравцовка    | 27              |

| Type | Naam             | Russisch     | Inwoners (2005) |
| s.   | Lebedinoje       | Лебединое    | 20              |
| st.  | Kedrovaja        | Кедровая     | 19              |
| s.   | Soechaja Retsjka | Сухая Речка  | 19              |
| r.   | Pozjarski        | Пожарский    | 17              |
| p.   | Baza Kroeglaja   | База Круглая | 13              |
| m.   | Majak Gamova     | Маяк Гамова  | 11              |
| s.   | Romasjka         | Ромашка      | 9               |
| m.   | Majak Bjoesse    | Маяк Бюссе   | 7               |
| s.   | Pojma            | Пойма        | 7               |
| r.   | Barsovy          | Барсовый     | 5               |
| s.   | Zajsanovka       | Зайсановка   | 3               |
| s.   | Narva            | Нарва        | 2               |

## Partners
- Sokcho (Zuid-Korea)